# Lev Gutman
Lev Gutman (nascut el 26 de setembre de 1945 a Riga, RSS de Letònia) és un jugador i escriptor d'escacs jueu letó que ha jugat successivament sota bandera soviètica, israeliana i alemanya. Té el títol de Gran Mestre des de 1986. És conegut com a expert en teoria d'obertures, i va ser ajudant de Víktor Kortxnoi.
A la llista d'Elo de la FIDE del desembre de 2021, hi tenia un Elo de 2393 punts, cosa que en feia el jugador número 155 (en actiu) d'Alemanya. El seu màxim Elo va ser de 2547 punts, a la llista d'octubre de 2000 (posició 243 al rànquing mundial).

## Resultats destacats en competició

### Campionat de Letònia
Gutman ha participat molts cops al Campionat de Letònia, guanyant-lo en una ocasió. Al començament de la seva carrera, Gutman empatà als llocs 11è-12è al de 1967 (el campió fou Jānis Klovāns), empatà als llocs 5è-6è el 1969, empatà al 4t-5è llocs el 1971, fou campió el 1972, empatà als llocs 7è-8è el 1973, fou tercer el 1974, quart el 1975, segon el 1976 (el campió fou Alvis Vitolinš), empatà al 2n-3r lloc el 1977, empatà als llocs 7è-9è el 1978, i empatà als llocs 4t-5è el 1979.

### Altres campionats a l'URSS
El 1972 va guanyar, ex aequo amb Alvis Vitolinš i amb Šmits, el Campionat de Riga. El 1974, empatà als llocs 6è-7è a Parnu. El 1975, empatà als llocs 6è-8è a Riga. El 1976, empatà als llocs 7è-9è a Riga. El 1977, empatà als llocs 6è-7è a Homel. El 1978, empatà als llocs 4t-7è a Vladivostok. El 1978, va guanyar el Campionat del Bàltic, a Haapsalu.

### Resultats fora de l'URSS
El 1980, en Gutman va emigrar des de la Unió Soviètica a Israel, i posteriorment es va traslladar a Alemanya.
Ha jugat, representant Israel, en dues Olimpíades d'escacs.
- El 1982, al tercer tauler, a la XXV Olimpíada d'escacs, a Lucerna (+4 –4 =2);
- El 1984, al tercer tauler, a la XXVI Olimpíada d'escacs a Salònica (+4 –3 =3).

El 1984, va guanyar a Grindavik. El 1985, va guanyar a Beerxeba. El 1986, va guanyar a Wuppertal, i el mateix any obtingué el títol de Gran Mestre, i empatà als llocs 1r-3r amb Kortxnoi i Nigel Short a Lugano. El 1987 guanyà el torneig obert del Festival d'escacs de Biel, a Suïssa.
El 2011 va empatar als llocs 2n–7è amb Deep Sengupta, Viacheslav Zakhartsov, Krisztian Szabo, Maksim Túrov, David Berczes i Samuel Shankland al ZMDI Schachfestival de Dresden.

## Llibres
- Gutman, Lev. 4... Qh4 in the Scotch Game.  Batsford, 2001. ISBN 0713486074.
- Gutman, Lev. Budapest Fajarowicz: The Fajarowicz-Richter Gambit in Action.  Batsford, 2004. ISBN 0713487089.